# فریدون خاوند
فریدون خاوند اقتصاددان و تحلیلگر اقتصادی اهل ایران و استاد اقتصاد در دانشگاه پاریس است. تحلیل‌های وی از اقتصاد ایران و خاورمیانه، مورد توجه رسانه‌های فارسی و انگلیسی‌زبان بود. او همچنین در رادیو بین‌المللی فرانسه به تحلیل اقتصادی و برنامه‌سازی مشغول بود.
خاوند در رسانه‌های فارسی‌زبان، از جمله بی‌بی‌سی فارسی رادیو زمانه رادیو فردا و ایران اینترنشنال به عنوان کارشناس حضور داشت.